# Pacific Alliance Group
PAG (früher: Pacific Alliance Group Ltd) ist eine 2002 von Katherine Yip, Horst Geicke und Chris Gradel (jetzt CIO) gegründete Beteiligungsgesellschaft mit Firmensitz in Tokio. Executive Director per 2019 ist Dong Lyu, Vorsitzender und CEO ist Weijian Shan, ehemals Partner der TPG und JPMorgan-Executive.
Mit einem verwalteten Vermögen von 30 Milliarden US-Dollar ist es eine der größten Managementgesellschaften für alternative Anlagen in Asien und verwaltet eine Vielzahl von Fonds in den Bereichen Private Equity, Immobilien und Absolute Return.
PAG beschäftigt über 350 Mitarbeiter in wichtigen Finanzzentren in Asien. Firmenhauptsitz ist Tokio, weitere Standorte sind: Hongkong, Beijing, Shanghai, Sydney, Singapore, Seoul und Shenzhen. Seit 2002 hat die Gruppe über 40 Milliarden US-Dollar in Märkte in ganz Asien investiert.
Im März 2018 erwarb die US-amerikanische Investmentgesellschaft Blackstone eine Minderheitsbeteiligung an der PAG Hong Kong.